# Linus Malmqvist
Linus Malmqvist, född 9 september 1981, är en före detta svensk fotbollsspelare, som spelade tio säsonger för Landskrona BoIS och tre säsonger för Trelleborgs FF mellan åren 2001 och 2013. 

## Biografi

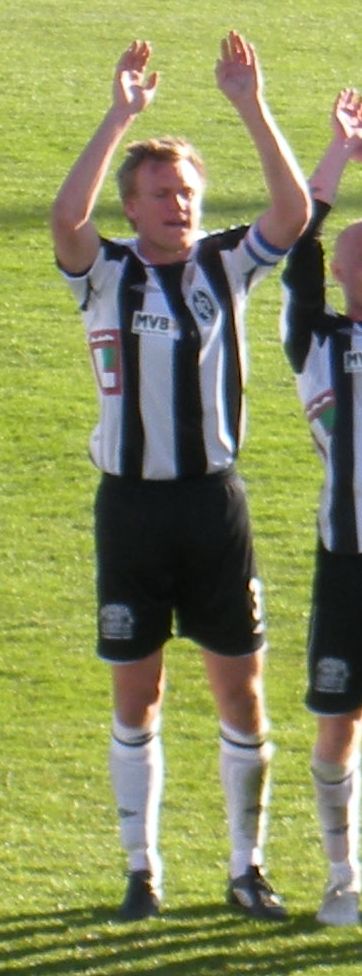
Linus Malmqvist tackar fansen efter en match i Superettan 2008.

### Landskrona BoIS
Malmqvist började sin karriär i Landskronaklubben BK Fram och blev värvad till Landskrona BoIS år 1999. Han gjorde sin första A-lagsmatch för Landskrona genom ett inhopp i en match i Superettan 2001, samma år som BoIS efter många års frånvaro kom tvåa i serien och gick upp i Allsvenskan igen. De följande tre åren i Allsvenskan spelade Malmqvist sammanlagt 16 matcher i serien, varav 9 från start. För att Malmqvist skulle få mer speltid lånades han därför ut till det nyblivna Superettanlaget Trelleborgs FF inför Superettan 2005. 

### Trelleborgs FF
Trots endast två spelade matcher från start under säsongen 2005 stannade Malmqvist kvar i Trelleborg efter att hans lånekontrakt med klubben gått ut.  Inför Superettan 2006 var Landskrona BoIS stora favoriter till att vinna serien, då man säsongen tidigare åkt ut Allsvenskan. Istället blev det Trelleborg som efter två säsongers frånvaro knep en av de allsvenska platserna, med Linus Malmqvist på en ordinarie mittbacksplats.  Trelleborg lyckades säsongen därpå klara sig kvar i Allsvenskan 2007 och Malmqvist var bland annat med och spelade matchen borta mot IFK Göteborg på Nya Ullevi där Göteborg knep SM-guldet inför 41 471 åskådare. 

### Landskrona BoIS
Mittbacken återvände inför Superettan 2008 till klubben i hans hjärta, som en del av BoIS nysatsning mot Allsvenskan under tränaren Anders Linderoth.   Malmqvist blev ganska snabbt kapten i laget. BoIS mäktade dock bara med en elfteplats under 2008, och den efterföljande säsongen i Superettan kom laget på en åttondeplats, vilket resulterade i att tränaren Linderoth fick sparken. Ett beslut som Malmqvist i egenskap av lagkapten stod bakom.  De efterföljande tre åren tränades BoIS av Henrik Larsson och Malmqvist fortsatte under 2010 och 2011 i sin roll som ordinarie mittback och lagkapten. Under hösten 2011 blev han dock skadad, vilket spolierade stora delar av säsongen 2012. Superettan 2013 blev Linus Malmqvist sista säsong som spelare i Landskrona BoIS, efter att ha haft konstant smärta i höger fotled och underben under två års tid. Malmqvists totala facit i seriespel för Landskrona BoIS blev 168 matcher och 3 mål. 

## Meriter
- Vinnare av Superettan 2006.
- 38 spelade matcher i Allsvenskan.
- 170 spelade matcher i Superettan.
- Årets BoISare 2008.